# Crapware
Per crapware (o anche shitware) si intende, in gergo informatico un software di scarso valore fornito come bundle preinstallato su un PC; in una accezione più generale si include anche il software fornito con componenti elettronici ed installato assieme ai driver. La definizione di crapware è in realtà molto vaga e dipende dalle preferenze dell'utente.
Tipici programmi preinstallati dai produttori di PC includono le barre degli strumenti di google, yahoo! e ask.com; wizard per la connessione ad internet con uno specifico provider; demo di programmi antivirus; demo di software per la grafica digitale o per l'ufficio. Quando pre-installato nei sistemi OEM viene considerato tale anche Microsoft Works per la sua mancanza di funzionalità rispetto ad altre suite di applicazioni desktop ma lo è anche Microsoft Office quando pre-installato in prova per 60 giorni.
Un'ultima classe di software che può essere inclusa nel crapware, ma non così nettamente, sono i programmi multimediali e per la creazione di contenuti su supporti ottici (in gergo masterizzazione), ad esempio DVD, spesso pre-installati dai produttori di sistemi PC. I programmi preinstallati sono solitamente delle versioni ridotte di programmi commerciali e risultano perciò utili agli utenti meno esigenti ma insufficienti a chi necessiti di funzionalità più avanzate.